# Centaurea debeauxii
Centaurea debeauxii — вид квіткових рослин айстрових (Asteraceae). Ареал: пд.-зх. Франція, пн. Іспанія.

## Морфологічна характеристика
Розмір рослини: 3–8 дм. Квіткові голови приблизно 1.5–2 см. Період цвітіння: травень — вересень.

## Середовище
Населяє вологі луки, орні поля, галявини з дубами, прибережні верески, схили.